# مشفهة صغيرة العيون
مشفهة صغيرة العيون (الاسم العلمي:Chiloglanis microps) هي نوع من الأسماك تتبع جنس المشفهة من فصيلة الموشوكيات.